# Isopyrum
Genre
Classification phylogénétique
Isopyrum est un genre de plantes herbacées vivaces de la famille des Ranunculaceae.

## Liste des espèces
- Europe
  - Isopyrum thalictroides Linné, 1753 - isopyre faux-pigamon
- Autre partie du monde